# Prosenella muehni
Prosenella muehni är en skalbaggsart som först beskrevs av Bruch 1933.  Prosenella muehni ingår i släktet Prosenella och familjen långhorningar. Inga underarter finns listade i Catalogue of Life.